# سیارک ۹۲۳۶
سیارک ۹۲۳۶ (به انگلیسی: 9236 Obermair، نامگذاری:1997EV32) نه هزار و دویست و سی و ششمین سیارک کشف شده‌است که در ۱۲ مارس ۱۹۹۷ کشف شد.
قدر مطلق سیارک برابر ۱۵٫۳۰ است.